# Apeadero de Real
Nota: No confundir con la Estación Parque Real del Metro de Porto, también situada en el Ayuntamiento de Matosinhos.
El Apeadero de Real fue una plataforma ferroviaria del Ramal de Matosinhos, que servía a la localidad de Real de Baixo, en el ayuntamiento de Matosinhos, en Portugal.

## Historia
El Ramal de Matosinhos fue construido en 1884 por los empresarios Dauderni & Duparchy, para el transporte de piedras desde las Canteras de São Gens hasta los muelles del Puerto de Leixões; en 1893, se iniciaron los convoyes de pasajeros y mercancías, por la Compañía del Camino de Hierro de Porto a Póvoa y Famalicão.

### Cierre
El 30 de junio de 1965, fue cerrada la explotación ferroviaria del Ramal de Matosinhos.